# Campeonato da Europa de Atletismo de 2016 - Arremesso de peso masculino
A prova do arremesso de peso masculino do Campeonato da Europa de Atletismo de 2016 foi disputada entre os dias 9 e 10 de julho de 2016 no Estádio Olímpico de Amsterdã em Amesterdão,  nos Países Baixos. 

## Recordes
Antes desta competição, os recordes mundiais e do campeonato nesta prova eram os seguintes:
|                       | Nome           | Nacionalidade     | Distância | Local     | Data                 |
| --------------------- | -------------- | ----------------- | --------- | --------- | -------------------- |
| Recorde mundial       | Randy Barnes   | Estados Unidos    | 23m 12cm  | Westwood  | 20 de maio de 1990   |
| Recorde do campeonato | Werner Günthör | Suíça             | 22m 22cm  | Estugarda | 28 de agosto de 1986 |
| Recorde europeu       | Ulf Timmermann | Alemanha Oriental | 23m 06cm  | Chania    | 22 de maio de 1988   |

## Medalhistas
| Ouro              | Prata                | Bronze               |
| David Storl (GER) | Michał Haratyk (POL) | Tsank Arnaudov (PRT) |

## Cronograma
Todos os horários são locais (UTC+2).
| Data        | Hora  | Evento       |
| ----------- | ----- | ------------ |
| 9 de julho  | 13:05 | Qualificação |
| 10 de julho | 17:30 | Final        |

## Resultados

### Qualificação
Qualificação: Desempenho de 20.30 m (Q) ou os 12 melhores qualificados (q).
| Posição | Grupo | Atleta                | Nacionalidade        | #1    | #2    | #3    | Resultados | Notas      |
| ------- | ----- | --------------------- | -------------------- | ----- | ----- | ----- | ---------- | ---------- |
| 1       | A     | David Storl           | Alemanha             | 20.84 |       |       | 20.84      | Q          |
| 2       | A     | Konrad Bukowiecki     | Polónia              | 19.80 | 20.65 |       | 20.65      | Q          |
| 3       | B     | Michał Haratyk        | Polónia              | 19.27 | 19.54 | 20.45 | 20.45      | Q          |
| 4       | B     | Tsanko Arnaudov       | Portugal             | 20.06 | 20.42 |       | 20.42      | Q,         |
| 5       | B     | Tobias Dahm           | Alemanha             | 20.42 |       |       | 20.42      | Q,         |
| 6       | B     | Stipe Žunić           | Croácia              | 19.71 | 19.67 | 20.24 | 20.24      | q          |
| 7       | B     | Carlos Tobalina       | Espanha              | 20.16 | 19.68 | –     | 20.16      | q,         |
| 8       | B     | Asmir Kolašinac       | Sérvia               | 20.12 | 20.14 | x     | 20.14      | q          |
| 9       | A     | Borja Vivas           | Espanha              | 20.10 | 19.88 | 20.12 | 20.12      | q          |
| 10      | A     | Nikolaos Skarvelis    | Grécia               | 19.80 | 19.96 | 20.11 | 20.11      | q          |
| 11      | B     | Mesud Pezer           | Bósnia e Herzegovina | 19.15 | 19.72 | 19.67 | 19.72      | q          |
| 12      | A     | Hamza Alić            | Bósnia e Herzegovina | x     | x     | 19.61 | 19.61      |            |
| 13      | A     | Ladislav Prášil       | Chéquia              | 18.93 | 19.22 | 19.56 | 19.56      |            |
| 14      | A     | Nedžad Mulabegović    | Croácia              | 19.11 | 19.38 | 19.55 | 19.55      |            |
| 15      | B     | Andrei Gag            | Roménia              | 19.49 | 19.38 | x     | 19.49      |            |
| 16      | A     | Bob Bertemes          | Luxemburgo           | x     | 19.39 | 19.13 | 19.39      |            |
| 17      | A     | Aliaksei Nichypor     | Bielorrússia         | 18.06 | 19.34 | x     | 19.34      |            |
| 18      | B     | Mikhail Abramchuk     | Bielorrússia         | 18.02 | 19.06 | x     | 19.06      |            |
| 19      | B     | Arttu Kangas          | Finlândia            | x     | 18.66 | 18.91 | 18.91      |            |
| 20      | B     | Kristo Galeta         | Estónia              | 18.76 | 18.50 | 18.23 | 18.76      |            |
| 21      | B     | Filip Mihaljević      | Croácia              | 18.72 | x     | 18.53 | 18.72      |            |
| 22      | A     | Leif Arrhenius        | Suécia               | 18.64 | x     | x     | 18.64      |            |
| 23      | A     | Marco Fortes          | Portugal             | x     | 18.64 | x     | 18.64      |            |
| 24      | B     | Sebastiano Bianchetti | Itália               | 18.38 | 18.56 | x     | 18.56      |            |
| 25      | B     | Ivan Emilianov        | Moldávia             | 18.38 | 17.99 | 18.09 | 18.38      |            |
| 26      | B     | Martin Stašek         | Chéquia              | x     | 18.32 | x     | 18.32      |            |
| 27      | A     | Georgi Ivanov         | Bulgária             | x     | x     | x     | NM         |            |
| 27      | A     | Kemal Mešić           | Bósnia e Herzegovina | x     | x     | x     | NM         |            |
| —       | A     | Andrei Toader         | Roménia              | x     | 19.51 | 20.00 | 20.00      | DSQ Doping |

### Final
| Posição           | Atleta             | Nacionalidade        | #1    | #2    | #3    | #4    | #5    | #6    | Resultados | Notas                |
| ----------------- | ------------------ | -------------------- | ----- | ----- | ----- | ----- | ----- | ----- | ---------- | -------------------- |
| Medalha de ouro   | David Storl        | Alemanha             | x     | 21.03 | 20.84 | x     | 21.31 | x     | 21.31      | EL                   |
| Medalha de prata  | Michał Haratyk     | Polónia              | 20.77 | 19.92 | 20.22 | 21.19 | x     | 20.53 | 21.19      |                      |
| Medalha de bronze | Tsanko Arnaudov    | Portugal             | 20.59 | x     | x     | 19.28 | 19.87 | x     | 20.59      | Recorde da temporada |
| 4                 | Konrad Bukowiecki  | Polónia              | 20.52 | 20.58 | 20.55 | 20.48 | 19.81 | x     | 20.58      |                      |
| 5                 | Asmir Kolašinac    | Sérvia               | 20.01 | 20.05 | x     | x     | x     | 20.43 | 20.43      |                      |
| 6                 | Tobias Dahm        | Alemanha             | 20.03 | 20.25 | 19.76 | 19.78 | 20.17 | 20.13 | 20.25      |                      |
| 7                 | Borja Vivas        | Espanha              | 19.58 | 20.15 | 20.03 | x     | 20.16 | 20.16 | 20.16      |                      |
| 8                 | Stipe Žunić        | Croácia              | 19.95 | x     | x     |       |       |       | 19.95      |                      |
| 9                 | Carlos Tobalina    | Espanha              | 19.15 | x     | 19.85 |       |       |       | 19.85      |                      |
| 10                | Nikolaos Skarvelis | Grécia               | 19.34 | 19.55 | 19.12 |       |       |       | 19.55      |                      |
| 11                | Mesud Pezer        | Bósnia e Herzegovina | x     | x     | 19.49 |       |       |       | 19.49      |                      |
| —                 | Andrei Toader      | Roménia              | 19.90 | 20.18 | x     | 19.52 | 20.18 | 20.26 | 20.26      | Doping               |

Legenda
| Recorde mundial       | Recorde mundial (World record)               |                       | Recorde africano                      | Recorde africano (African) |                                           | Q | Classificado por posição (Qualified) |
| Recorde do campeonato | Recorde do campeonato (Championship record)  | Recorde da América    | Recorde da América (Americas)         | q                          | Classificado por melhor tempo (Qualified) |   |                                      |
| Melhor marca do ano   | Melhor marca do ano (World leading)          | Recorde asiático      | Recorde asiático (Asian)              | DNS                        | Não largou (Did not start)                |   |                                      |
| Recorde nacional      | Recorde nacional (National record)           | Recorde europeu       | Recorde europeu (European)            | DNF                        | Não terminou (Did not finish)             |   |                                      |
| Recorde pessoal       | Recorde pessoal do atleta (Personal best)    | Recorde da Oceania    | Recorde da Oceania (Oceania)          | DSQ / DQ                   | Desclassificado (Disqualified)            |   |                                      |
| Recorde da temporada  | Recorde da temporada do atleta (Season best) | Recorde sul-americano | Recorde sul-americano (South America) | NM                         | Sem marca (No mark)                       |   |                                      |